# 神戶町
神戶町（日语：／ Gōdo chō */?）為岐阜縣西南的町。為知名的花卉及蔬菜產地。